# Альколеа-дель-Пінар
Альколеа-дель-Пінар (ісп. Alcolea del Pinar) — муніципалітет в Іспанії, у складі автономної спільноти Кастилія-Ла-Манча, у провінції Гвадалахара. Населення — 410 осіб (2010).
Муніципалітет розташований на відстані близько 130 км на північний схід від Мадрида, 75 км на північний схід від Гвадалахари.
На території муніципалітету розташовані такі населені пункти: (дані про населення за 2010 рік)
- Альколеа-дель-Пінар: 303 особи
- Кортес-де-Тахунья: 31 особа
- Гарбахоса: 12 осіб
- Тортонда: 30 осіб
- Вільяверде-дель-Дукадо: 34 особи

## Демографія
Динаміка населення (INE ):

## Галерея зображень

Розташування муніципалітету у провінції Гвадалахара